# Saya (indumentaria)
Saya, como prenda de vestir femenina, es un precedente de la falda. Pieza de tejido bastante larga y cerrada (con una abertura lateral en algunos modelos), en su origen solía cubrir de la cintura a los pies.
En el mismo contexto de la indumentaria antigua están la saya masculina medieval, el sayo y el sayal (como pieza de tela de lana burda).

## Etimología
La palabra saya provendría del latín vulgar «sagia» o «sagea», y estos términos vendrían a su vez del latín «sagum» (vestido militar exterior y ancho).

## Historia

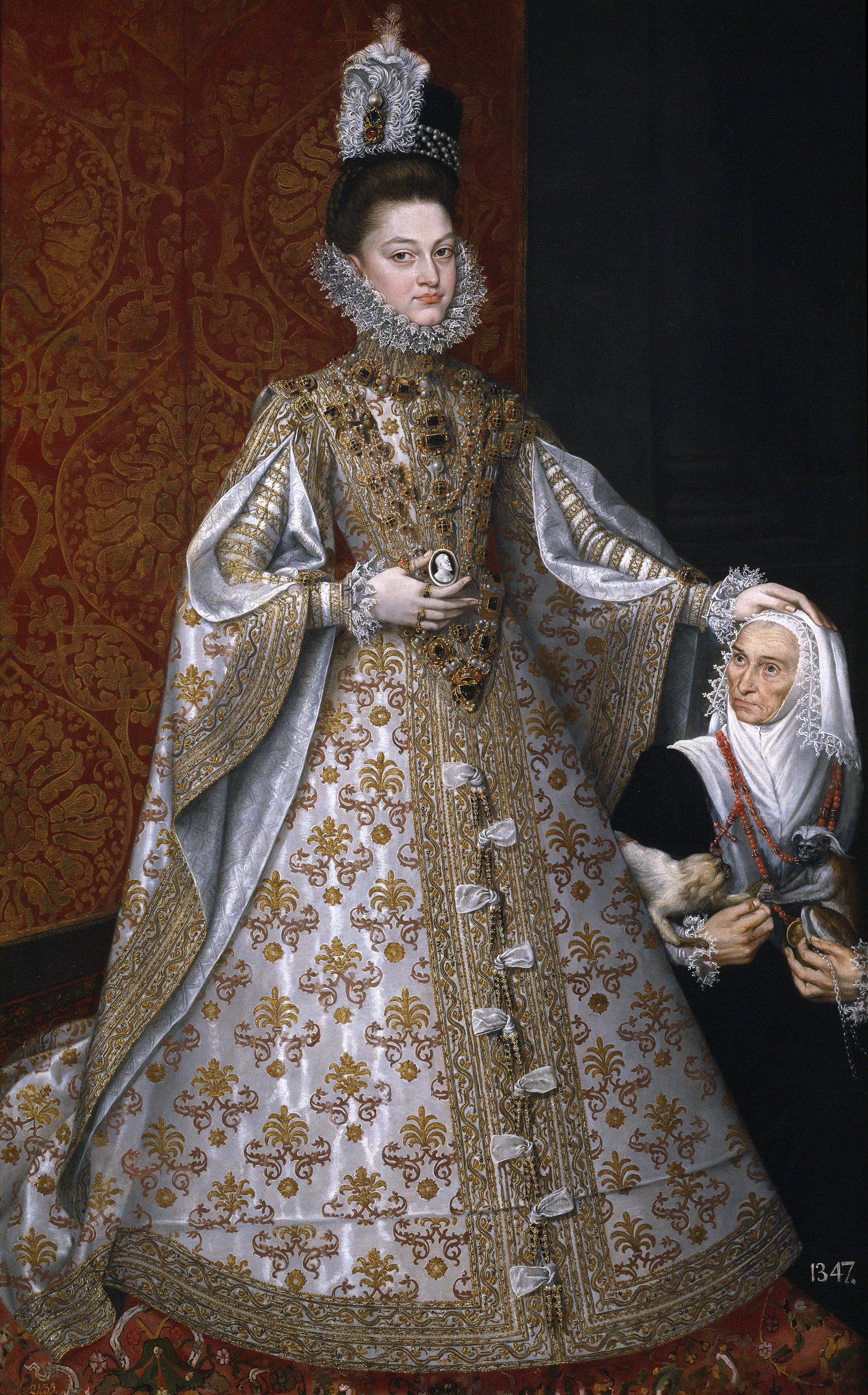
Lujosa saya española del, pintada por Alonso Sánchez Coello, en el retrato de la infanta Isabel Clara Eugenia con Magdalena Ruiz y sus mascotas. Museo del Prado.

En el siglo XIII en España la saya era una prenda, común para hombres y mujeres, que podía llevarse por encima de la camisa (en los círculos de la nobleza, pues las personas humildes llevaban una sola capa de ropa). La saya medieval era una especie de túnica holgada que se plegaba a la cintura con un cinturón, y que en el caso de las mujeres solía ser más larga, llegando a cubrir los pies. El brial era una prenda de hechura parecida, pero más larga y lujosa, llevada solo por las mujeres a partir del siglo XIII. En esa época, el equivalente de la saya castellana en el reino de Aragón era la gonela, que en muchas ocasiones aparece como sinónimo.
En el siglo XV se denomina sayo al vestido enterizo llevado por los hombres, y saya a la de las mujeres. Entre el siglo XV y el siglo XVI se introduce en España un nuevo modelo de saya, llamado saya francesa, que se caracteriza por sus mangas muy anchas, y que necesitaba más tela para su confección que las sayas anteriores. Era un vestido ceñido un poco por encima de la altura natural de la cintura, pero su cinta de caderas era muy baja, y caía por en arco por delante.
En España, a partir de mediados del siglo XVI, la saya dio nombre a una lujosa y elegante prenda cortesana compuesta por un vestido en dos piezas separadas confeccionadas con la misma tela: un cuerpo y una falda con cola. Con el tiempo, la saya pasó a designar únicamente la falda.

### La saya canaria
En combinación con otras prendas, la saya forma parte del traje tradicional de diferentes regiones y países. Por ejemplo, en las Islas Canarias entre los siglos XVI y XIX, la saya fue el complemento tradicional del manto en la vestimenta femenina, formando un conjunto que sube por la espalda hasta la cabeza, recogiendo antiguas tradiciones indumentarias como la 'tapada' española o la tapada limeña, en América.